# Charles-Florentin Loriot
Pour les articles homonymes, voir Loriot.
Charles-Florentin Loriot né le  9 janvier 1849 à Alençon et mort le 2 juillet 1905 à Paris 19e est un poète, homme de lettres et peintre français.

## Biographie
Fils de Jean-Louis-Florentin-Théodore Loriot, originaire de Falaise, négociant en toiles à Alençon, et de Célina Cailly, fille d’un maitre de poste de Domfront, Loriot a perdu son père, jeune encore, et sa mère restée veuve a consacré sa vie tout entière à son fils, qui a fait d’excellentes études au lycée d’Alençon.
Au sortir du lycée, il est allé faire son droit à Paris, accompagné de sa mère qui ne l’a jamais quitté. Devenu licencié en droit, il s’est installé à Alençon comme avocat et il a donné aux causes les plus simples de telles envolées que le jury souvent n’y comprenait rien, et que les magistrats eux-mêmes étaient plongés dans la stupéfaction. Se trouvant incompris, il s’est consacré à la littérature, après 1875, et a écrit des articles dans des journaux de province. Gardant de nombreuses attaches dans le pays de sa mère, qui était pour lui une deuxième patrie, artiste, il en a peint les bruyères et le donjon ; archéologue, il a fait en prose et en vers le récit très invraisemblable de ses mégalithes ; il a inventé de toutes pièces l’histoire de la tour de Bonvouloir et décrit par le menu l’église monumentale qui pourrait couronner le roc de Domfront.
Il a essayé de faire une carrière politique en se présentant aux élections législatives de 1881 contre Alphonse Grollier, député sortant, qui avouait dans sa profession de foi, d’une façon assez cynique, qu’il avait voté beaucoup de lois qu’il désapprouvait. Devant un semblable partenaire, Loriot croyant avoir beau jeu, a collé lui-même ses affiches et n’a cependant recueilli que quelques centaines de voix. À la suite de cet échec, il s’est voué définitivement à la poésie. Contre les décrets de 1880 expulsant les congrégations religieuses de France, il a réuni en un opuscule ses poèmes de protestation, qu’il a intitulé Avant le châtiment. Républicain convaincu, il a été avant tout un libéral et s’est posé comme le disciple d’Ozanam, de Montalembert, de Gratry et d’Augustin Cochin, en voulant défendre le catholicisme et la liberté.
Son chef-d’œuvre est Oriens, volume de vers paru en 1895, puis en 1898, chez Alphonse Lemerre, à Paris. L’auteur d’Oriens a été exalté par le comte de La Barre de Nanteuil. Cependant, il n’était pas seulement poète, ayant laissé plusieurs volumes de prose, entre autres la Faillite des Dieux, fruit d’un aventureux voyage en Grèce et en Arménie, où l’avait conduit sa grande pitié des massacrés ; Explorations et missions dans l’Afrique équatoriale, ainsi qu’une vie du peintre et poète Emmanuel Lansyer, en 1904. Il  avait également voyagé en Palestine, visité les lieux saints, et rapporté de son voyage, selon le critique d’art Antony Valabrègue, « des études idéales et cependant prises sur nature, de Jérusalem vue de divers côtés et du Temple dont le mur doré brille d’une lueur symbolique dès le lever du jour. »
Ami des peintres Pierre Puvis de Chavannes et Gaston  de La Touche, il s’est également livré à la peinture, et surtout à l’aquarelle. Membre de la Société historique et archéologique de l’Orne depuis 1882, il a pris une part active aux travaux de la Société et publié dans son Bulletin d’intéressants articles archéologiques et des poésies, d’inspiration chrétienne. Selon Frédéric Plessis, il a été non pas un poète régional, « mais un poète de France, des meilleurs, des plus dignes, connu de sa génération littéraire et artistique, estimé très haut par des juges sévères ».
Mort en son domicile parisien de la rue de Belleville, il a été inhumé au cimetière d’Alençon.

## Œuvres
- Conférence de Domfront. Trois témoins du droit, 1881.
- David Livingstone et sa mission sociale, 1881.
- Victor Hugo et le sacerdoce, 1885.
- Avant le châtiment, 1888.
- Explorations et missions dans l’Afrique équatoriale, Paris, Gaume, 1890, 375 p., 1 vol. 19 cm (lire en ligne).
- Oriens, Paris, Alphonse Lemerre, 1895, 240 p., 1 vol. (lire en ligne).
- Trois poésies arméniennes, 1896.
- La Fête du Saint-Sépulcre à Notre-Dame-du-Chêne, près Sablé, le… octobre 1896, 1896.
- Histoire du prieuré de Notre-Dame-sous-Eau (près Domfront), Évreux, Imprimerie de l'Eure, 1896, 29 p., 1 vol. 24 cm (lire en ligne).
- L’Encloché, 1899.
- La Faillite des dieux  (Impressions d’un voyage dans l’Orient grec), Paris, Alphonse Lemerre, 1900, 169 p., 1 vol. (lire en ligne).
- Chenay, 1900.
- Nitocris, drame en 5 actes, 1902.

- Jules Appert, Comte Gérard de Contades, Abbé Constant Macé, Gustave Le Vavasseur, Louis Duval, Wilfrid Challemel, Eugène de Beaurepaire, Eugène Lecointre, Charles-Florentin Loriot, Léopold Mabilleau et Henri Le Faverais, La Normandie monumentale et pittoresque-Orne, Le Havre, Lemale, 1896 (présentation en ligne, lire en ligne)

## Pour approfondir